# آقا حسین خوانساری
حسین بن جمال‌الدین محمد خوانساری، مشهور به آقا حسین محقق خوانساری و معروف به استاد الکلّ فی الکلّ (متولد ۱۰۱۶ ق خوانسار، درگذشته ۱۰۹۹ ق اصفهان)، که به سبب استادان بسیاری که در حضور آنها کسب علم نموده ملقب به تلمیذ البشر بود. از فقهای بزرگ مکتب فقهی اصفهان در سده یازدهم هجری قمری است که در فلسفه و حکمت نیز اشتغال داشته است. وی در ملاباشی دربار  سلطان سلیمان صفوی و از علمای طراز اول بوده است که پس‌از فوت میر سید محمد معصوم در سال ۱۰۹۵ق شیخ‌الاسلام اصفهان شد. آقا حسین خوانساری، محقق خوانساری، جمال‌الدین محمد معروف به آقا جمال خوانساری و رضی‌الدین محمد معروف به آقا رضی خوانساری از فرزندان وی هستند.

## زندگی و تحصیل

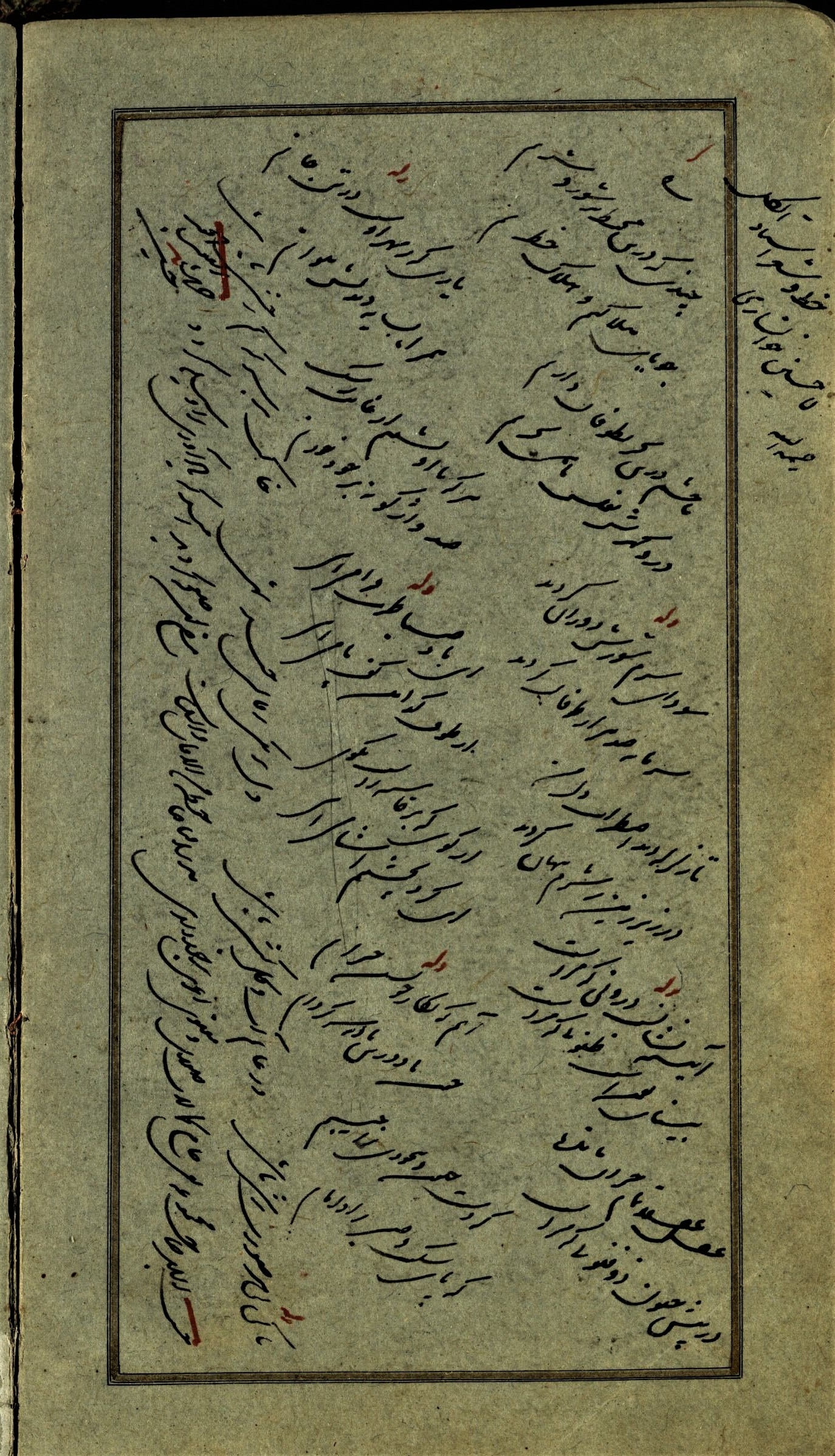
شعری از آقا حسین خوانساری در جُنگ میرزا محمد فیاض سبزواری

آقا حسین خوانساری متولد سال ۱۰۱۶ قمری در خوانسار ایران است. آقا حسین قبل از رسیدن به سن بلوغ برای تحصیل علوم اسلامی به اصفهان رفت و در مدرسه خواجه ملک حوزه علمیه اصفهان به تحصیل مشغول شد. در اصفهان از حضور استادان زیادی استفاده کرد و به همین دلیل خود را «شاگرد بشریت» (به عربی «تلمیذ البشر») نامید که به تعدد استادان وی اشاره می‌کند.
همان‌طور که گفته شد او تحصیلات خود را در حوزه اصفهان به انجام رسانید و در مدرسه خواجه ملک، جنب مسجد شیخ لطف‌الله تحصیل می‌کرد. او علوم معقول را نزد میرفندرسکی و علوم منقول را نیز نزد ملا محمد تقی مجلسی اول و خلیفة السلطان و محقق سبزواری و ملا حیدر خوانساری و … تکمیل نمود. آقا حسین خوانساری دارای اجازات مهمی شد از جمله این اجازات، اجازه حدود ۲۰ صفحه‌ای علامه محمدتقی مجلسی اول به وی است. اگرچه وی در دوران تحصیل دچار فقر بود، اما سرانجام به جایی رسید که شاه سلیمان مقام نایب و ناظر بر پادشاهی و رسیدگی به امور دولتی را در برخی از سفرها به او واگذار می‌کرد. او در علوم عقلی و نَقلی تبحر داشت و به گفته میرزا عبدالله اصفهانی افندی «حامی علما» بود.

## از نگاه دیگران
سید علی خامنه‌ای، رهبر فعلی جمهوری اسلامی ایران در مورد خاندان خوانساری گفته است:
«بی‌شک، در فهرست این ستارگان غالباً ناشناخته آسمان علم و فرهنگ، خانواده جلیل خوانساری‌ها، به ویژه محقق برجسته و کم‌نظیر، مرحوم آقا حسین خوانساری و فرزند فقیه حکیم و بزرگوارش، مرحوم آقا جمال خوانساری می‌باشند. در عظمت و شان مرحوم آقا حسین خوانساری همین بس که نام آوران بزرگی هم چون وحید بهبهانی و شیخ انصاری از او با عناوین «محقق» و «استاد الکلّ فی الکلّ» و امثال آن یاد کرده‌اند.

او و فرزندش، حکیم و فقیه و اصولی متکلم و ریاضی‌دان و محدث و ادیب بوده و سهم وافری در شکوفایی و درخشش حوزه فرهنگی و علمی اصفهان در دوران میانی و پایانی صفویه داشته‌اند. اگر چه برخی از مؤلفات فقهی آنان در معرض استفاده اهل فن بوده است، ولی مجموعه آثار آنان هرگز به صورت قابل قبول در دسترس دانش پژوهان علوم اسلامی قرار نگرفته است.»— کنگره بزرگداشت محققان، آقا حسین، آقا جمال و آقا رضی خوانساری (۳۰ شهریور ۱۳۸۷)
مرتضی مطهری در مورد آقا حسین خوانساری گفته است:
«آقا حسین خوانساری معروف به محقق خوانساری در مکتب اصفهان پرورش یافته و جامع المعقول و المنقول است. کتاب معروف او در فقه به نام «مشارق الشموس» می‌باشد که شرح کتاب دروس شهید اول است.»— آشنایی با علوم اسلامی (۱۳۵۸)

## فعالیت سیاسی و اجتماعی
آقا حسین خوانساری در دستگاه حکومتی شاه سلیمان جایگاه ویژه‌ای داشت به طوری که وقتی شاه به سفر می‌رفت، از محقق خوانساری می‌خواست که به جای او به اداره کارهای حکومتی بپردازد؛ و ایشان هم قبول کرده بود.
از دیگر خصوصیات بارز آقا حسین، ملجا و پناهگاه فقرا و درماندگان بوده و در رفع نیازهای مردم، سعی فراوان می‌نمود.

## آثار
آقا حسین خوانساری نویسنده‌ای پرکار بود و آثار زیادی از خود به جای گذاشت. آثار وی را می‌توان به ۳ دسته تقسیم کرد:

### چاپی
- مشارق الشموس فی شرح الدروس. کتاب معروف او در فقه، که شرحی است بر کتاب الدروس نوشته شهید اول ابوعبدالله محمدبن مکی عاملی (۷۳۴–۷۸۴ق/۱۳۳۴–۱۳۸۲م). این کتاب ناتمام است و آقاحسین موفق نشده است، شرح مبحث اخبار ائمه و گفتارهای فقیهان امامی در هر مبحث را به اتمام برساند.[۱۱] سید محمدباقر خوانساری در کتاب روضات الجنات گفته است که این کتاب از لحاظ کثرتِ تحقیقات، کم‌نظیر است.[۱۲] این کتاب دوبار در سالهای ۱۲۶۷ و ۱۲۷۲ در تهران چاپ شده است.
- تعلیقه بر حاشیه محقق سبزواری، یادداشتهایی بر کتاب «حاشیة علی الشفاء» اثر محمدباقر محقق سبزواری، تهران، ۱۲۷۸[۱۳]
- الرسالة فی مقدمةالواجب، ایران، ۱۲۷۸[۱۴]

### نسخ خطی
نسخه‌های خطی به جا مانده از ایشان عبارتند از:
- حاشیه اشارات
- انشاء دربارهٔ حرمت شراب
- حاشیه بر شرح تجرید علامه حلی
- حاشیه بر محاکمات
- حاشیه بر الهیات شفا
- انشاء در تعریف بهار
- حاشیه بر مطول
- حاشیه بر مختصر الاصول
- رساله اجماع
- تعریف سخن
- شبهه طفره
- فایده دربارهٔ علم باری تعالی
- رساله در خمس
- حل شک در تقسیم جسم تا بی‌نهایت

### منسوب به وی
نوشته‌هایی نیز هستند که برخی از منابع و شواهد آنها را متعلق به آقا حسین خوانساری دانسته‌اند، از جمله:
- المائدةالسلیمانیة‎، دربارهٔ خواص غذاها و نوشیدنی‌ها مختص شاه سلیمان یکم از دودمان صفویان
- ترجمه صحیفه سجادیه به فارسی
- رساله در جبر و اختیار
- جواهر و اعراض، دربارهٔ جوهر و عرض در فلسفه
- شرح کافیه ابن‌حاجب
- شرح هیئت فارسی قوشجی
- رساله در شبهه ایمان و کفر
- رساله در شبهه استلزام
- رساله در تشکیک
- ترجمه کتاب نهج‌الحق علّامه حلّی به فارسی برای شاه‌سلیمان صفوی
- تفسیر سوره فاتحه
- حاشیه بر شرح حکمةالعین

## درگذشت

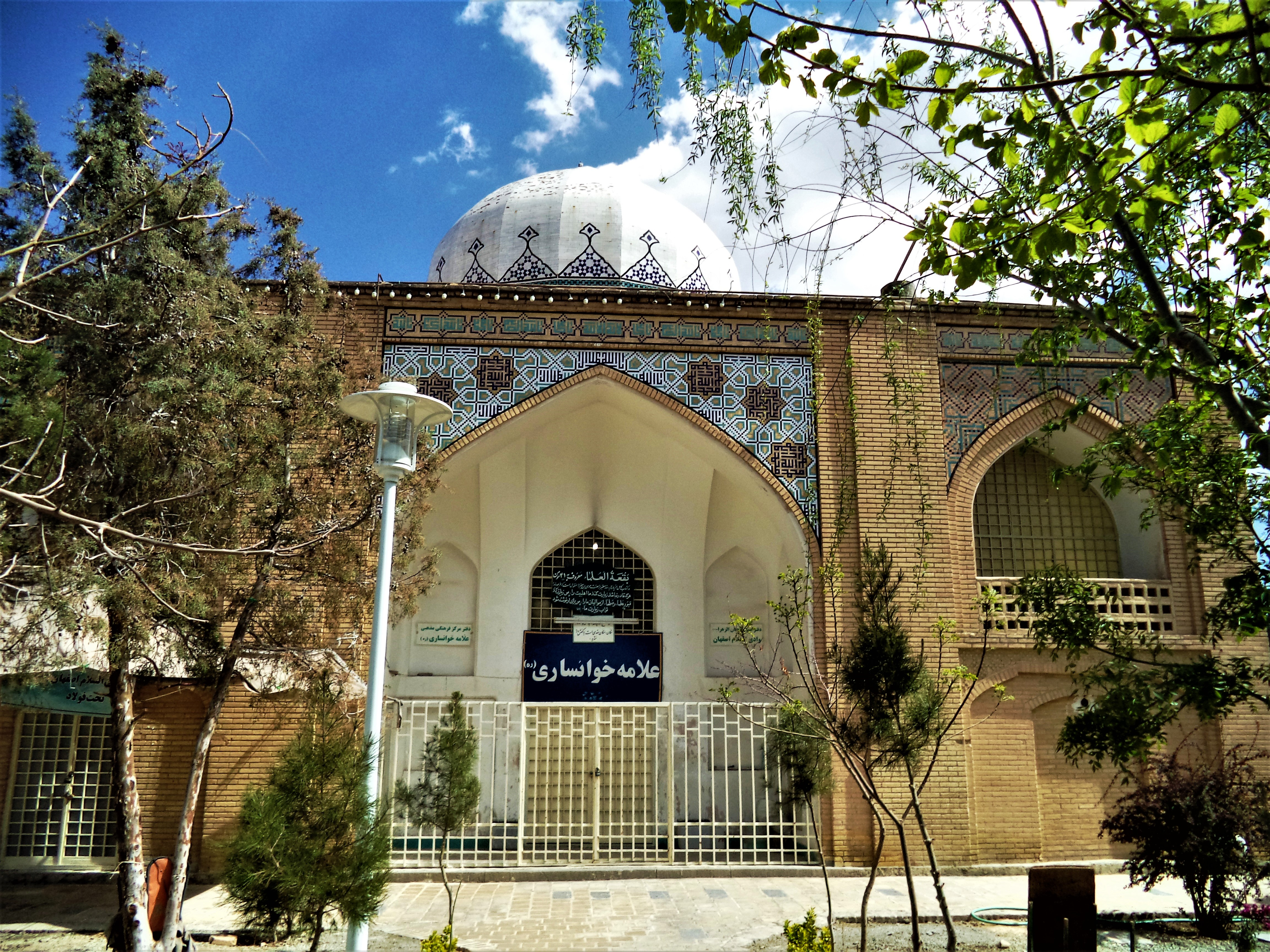
تکیه آقا حسین خوانساری (محل دفن ایشان)، تخت فولاد، اصفهان، ایران

وفات آقا حسین خوانساری به سال ۱۰۹۸ ق در هشتاد و دو سالگی در اصفهان بوده است و در قبرستان تخت فولاد آنجا، نزدیک قبر بابا رکن الدین مدفون گردید. آقا جمال‌الدین و آقا رضی‌الدین، پسران وی نیز در آنجا مدفون هستند و به تکیه آقا حسین خوانساری معروف شده است.
سید محمدباقر خوانساری صاحب کتاب روضات الجنات می‌نویسد:
«مزار آقا حسین از سنگ قیمتی و مرتفع بود. افغانی‌ها در ایام غلبه بر اصفهان آن را شکستند؛ ولی بعد بر روی قبر او و فرزندش آقا جمال، سنگ مرمر گذاشتند. مزار او در میان همه قبرهای علما بیش‌ترین زوار و ازدحام را دارد.»— روضات الجنات فی احوال العلماء و السادات (جلد دوم صفحه ۳۵۴)